# Herrarnas bygelhäst i gymnastik vid olympiska sommarspelen 2008
Herrarnas bygelhäst i gymnastik vid olympiska sommarspelen 2008 avgjordes den 17 augusti.

## Medaljörer
| Gren                | Guld          | Silver             | Brons                      |
| Herrarnas bygelhäst | Xiao Qin Kina | Filip Ude Kroatien | Louis Smith Storbritannien |

## Final
| Placering | Gymnast                            | A-poäng | B-poäng | Straff | Totalt |
| --------- | ---------------------------------- | ------- | ------- | ------ | ------ |
|           | Xiao Qin (CHN)                     | 6.400   | 9.475   |        | 15.875 |
|           | Filip Ude (CRO)                    | 6.400   | 9.325   |        | 15.725 |
|           | Louis Smith (GBR)                  | 6.700   | 9.025   |        | 15.725 |
| 4         | Yang Wei (CHN)                     | 6.200   | 9.250   |        | 15.450 |
| 5         | Hiroyuki Tomita (JPN)              | 6.100   | 9.275   |        | 15.375 |
| 6         | Kim Ji-Hoon (KOR)                  | 6.100   | 9.075   |        | 15.175 |
| 7         | Alexander Artemev (USA)            | 6.300   | 8.675   |        | 14.975 |
| 8         | José Luis Fuentes Bustamante (VEN) | 6.300   | 8.350   |        | 14.650 |

## Kvalificerade tävlande
| Placering | Gymnast                            | A-poäng | B-poäng | Straff | Totalt |
| --------- | ---------------------------------- | ------- | ------- | ------ | ------ |
| 1         | Xiao Qin (CHN)                     | 6.400   | 9.600   |        | 16.000 |
| 2         | José Luis Fuentes Bustamante (VEN) | 6.500   | 9.025   |        | 15.525 |
| 3         | Filip Ude (CRO)                    | 6.400   | 9.075   |        | 15.475 |
| 4         | Yang Wei (CHN)                     | 6.100   | 9.325   |        | 15.425 |
| 5         | Louis Smith (GBR)                  | 6.500   | 8.825   |        | 15.325 |
| 6         | Alexander Artemev (USA)            | 6.100   | 9.150   |        | 15.250 |
| 7         | Hiroyuki Tomita (JPN)              | 6.100   | 9.075   |        | 15.175 |
| 8         | Kim Ji-Hoon (KOR)                  | 6.100   | 9.075   |        | 15.175 |